# Macugonalia chanchama
Macugonalia chanchama är en insektsart som beskrevs av Young 1977. Macugonalia chanchama ingår i släktet Macugonalia och familjen dvärgstritar. Inga underarter finns listade i Catalogue of Life.